# 今村聖奈
今村 聖奈（いまむら せいな、2003年11月28日 - ）は、日本中央競馬会（JRA）所属の騎手。マネジメント先はホリプロ。

## 来歴
父の今村康成は元・JRA騎手で、現在飯田祐史厩舎に所属する調教助手。2018年に競馬学校騎手課程第38期に合格。2022年にJRA競馬学校騎手課程を第38期生として卒業して騎手免許を取得。同期には大久保友雅、川端海翼、佐々木大輔、土田真翔、角田大河、西塚洸二、鷲頭虎太らがいる。特に大久保と角田は幼馴染であり、競馬学校入学前の小中学時代の同級生でもある。

### 2022年
2022年3月に寺島良厩舎から騎手デビュー。3月5日に阪神競馬1R（3歳未勝利）で初騎乗し、リンギングフォンで8着。3月13日の阪神競馬8R（4歳以上1勝クラス）をブラビオで制し、デビューから17戦目で初勝利を挙げた。
5月22日、新潟競馬3Rをタマモエイトビートで勝利して通算10勝目を挙げ、牧原由貴子と西原玲奈の持つ女性騎手によるデビュー年の最多勝利数（9勝）を22年ぶりに更新した。
6月19日、阪神6Rでモズブーナーに騎乗し1着となり、1994年短期騎手免許で来日していたニュージーランドのリサ・クロップが打ち立てた6週連続の女性騎手最長記録を更新する7週連続を達成。同時に藤田菜七子が2019年7月7日から8月25日にかけてマークした女性騎手による騎乗機会週の最長記録でも7週連続で並んだ。
7月3日、小倉競馬11RのGⅢ・CBC賞にテイエムスパーダで重賞初騎乗。レースは好スタートから前半600m31.8秒のハイラップで先頭に立ち、直線に入ってから後続を更に引き離して従来の日本レコードタイムを0.2秒更新する1分5秒8のタイムで逃げ切り重賞初騎乗・初制覇を飾った。重賞初騎乗初勝利は1984年のグレード制導入以来5人目、ルーキーイヤーの重賞制覇は2008年の三浦皇成以来で14年ぶり10人目。重賞初騎乗での制覇は1998年の池添謙一以来4人目で、ともに女性では初。女性騎手によるJRA重賞制覇はロシェル・ロケット（2002年中山大障害）、藤田菜七子（2019年カペラステークス）に続く3度目、平地芝重賞では初となる。
7月27日、園田競馬場で行われたJRA交流競走・六甲山特別にてテーオーティラミスに騎乗し1着、地方競馬での初勝利を挙げる。
7月31日、アイビスサマーダッシュでオヌシナニモノに騎乗して15着。このレースには藤田菜七子も騎乗しており（騎乗馬スティクス・5着）、重賞でJRA所属の女性騎手が複数人騎乗するのはJRA史上初となった。
8月1日、芸能事務所「ホリプロ」とマネジメント契約を結んだ。
8月13日、小倉競馬9Rのオープン特別・フェニックス賞にてミカッテヨンデイイに騎乗、見習騎手の減量特典やハンデキャップが伴わない特別競走にて初勝利を挙げた。
8月20日、小倉競馬6Rをヤマニンウルスで勝利して、JRA見習騎手のGⅠ競走騎乗可能となる通算31勝目（地方4勝含む）を挙げた。同条件が定められた1996年以降では三浦皇成（7月6日）、福永祐一（7月7日）に次ぐスピード達成となった。また、本レースでは2着に4秒3差をつけレコード勝ちをおさめた。これは1984年のグレード制導入以降の平地競走における最大着差である。
8月30日、第32回小倉ターフ賞を受賞した。9月4日の昼休みに小倉競馬場の賞典台（ウイナーズサークル）で表彰式が行われた。
9月10日、中京5Rの2歳新馬でスマートジェイナに騎乗し1着となり、自身最長となるJRA開催7日連続勝利、また自身の持つ最長記録タイとなる7週連続勝利とする。
10月22日、新潟競馬12Rをスカイナイルで勝利し、藤田菜七子の持つJRA女性騎手の年間最多勝利記録の43勝に並ぶと、翌10月23日の新潟競馬2Rをフェステスバンドで勝利し、JRA女性騎手の年間最多勝利記録を更新した。
10月29日、新潟競馬12Rをメイショウフジタカで勝利してJRA通算47勝目を挙げた。地方での4勝と合わせて通算51勝に到達したため、見習騎手の規定により負担重量が★4kg減から▲3kg減となった。
10月30日、2022年の新潟競馬の全日程が終了し、シーズン通算19勝を挙げて年間リーディングを獲得した。女性騎手としては2019年の藤田以来の2人目、女性ルーキーとしては初。
12月17日、この日の中京5Rで勝利し、史上5人目にして女性騎手初となるルーキーイヤー50勝を達成した。
デビュー年はJRA51勝、地方競馬4勝という成績を挙げ、JRA賞最多勝利新人騎手賞を受賞した。

### 2023年
1月15日、小倉12Rの4歳上1勝クラスで、JRA史上初の女性騎手4人がレースに騎乗し、ヒノクニで1着となる。
5月3日、騎手控室でのスマートフォンの使用により、2023年5月13日から2023年6月11日まで30日間の騎乗停止となった。6月18日、阪神1Rでハクアイアテナに騎乗して復帰後初勝利を挙げた。
この騎乗停止の影響もあり、騎乗依頼が激減。この年は勝利数も減少し、前年の半分以下の25勝にとどまった。

### 2024年
5月4日、新潟6Rでピアレイジレディに騎乗した際、馬場入場後に落馬し右足を負傷し2週間戦列を離れた。
6月26日、函館に滞在中調教で落馬し、右肩を負傷。精密検査の結果、脱臼と診断、7月3日、患部の手術を受けた。
この年はデビュー以来最低の6勝にとどまった。

### 2025年
4月9日、この年の春季福島・新潟開催を念頭に美浦トレセンに拠点を一時的に移す。
5月11日、京都競馬10R橘ステークスにてムイに騎乗し1着。中央・地方通算101勝となり見習騎手を卒業する。

## 人物
父の影響で、物心がついた時から馬は身近な存在であり、小学5年生の頃には騎手を志していた。座右の銘は人馬一体。競馬学校時代に「馬と会話しなさい」と教えられ、馬をよく観察して何を感じて考えているかや性格、騎手との相性を把握することを心掛けている。
目標とする騎手は武豊騎手、福永祐一騎手（現・調教師）、幸英明騎手。

## 騎乗成績
|                       | 日付           | 競馬場・開催    | 競走名               | 馬名             | 頭数 | 人気 | 着順 |
| --------------------- | -------------- | --------------- | -------------------- | ---------------- | ---- | ---- | ---- |
| 初出走                | 2022年3月5日   | 1回阪神7日目1R  | 3歳未勝利            | リンギングフォン | 14頭 | 5    | 8着  |
| 初勝利                | 2022年3月13日  | 1回阪神10日目8R | 4歳以上1勝クラス     | ブラビオ         | 12頭 | 5    | 1着  |
| 重賞初騎乗 重賞初勝利 | 2022年7月3日   | 3回小倉2日目11R | CBC賞                | テイエムスパーダ | 17頭 | 2    | 1着  |
| GI初騎乗              | 2022年12月28日 | 5回中山9日目11R | ホープフルステークス | スカパラダイス   | 18頭 | 15   | 18着 |

出典: JRA日本中央競馬会 騎手名鑑プロフィールより

### 年度別成績
| 年度   | 1着 | 2着 | 3着 | 騎乗数 | 勝率 | 連対率 | 複勝率 | 表彰                                                                             |
| ------ | --- | --- | --- | ------ | ---- | ------ | ------ | -------------------------------------------------------------------------------- |
| 2022年 | 51  | 48  | 42  | 606    | .084 | .163   | .233   | 中央競馬関西放送記者クラブ賞(関西所属騎手新人賞) 2022年度JRA賞(最多勝利新人騎手) |
| 2023年 | 25  | 30  | 34  | 486    | .051 | .113   | .183   |                                                                                  |
| 2024年 | 6   | 9   | 9   | 192    | .031 | .078   | .125   |                                                                                  |
| 中央   | 82  | 87  | 85  | 1284   | .064 | .132   | .198   |                                                                                  |
| 地方   | 13  | 6   | 9   | 58     | .224 | .327   | .482   |                                                                                  |

### 主な騎乗馬
- テイエムスパーダ（2022年CBC賞）